# 율과 조

## 십이율 (十二律)
한 옥타브를 12음으로 나눈 것을 십이율이라 하는데, 이것은 서양음악의 12반음과 같다. 12율은 중국에서 상고시대부터 쓰던 음악이론이다.
12율의 첫째 음은 황종, 둘째 음은 대려, 셋째 음은 태주… 식으로 음마다 각각 이름을 붙여 부르는데, 이것을 율명(律名)이라고 한다. 첫째 음 황종을 서양음악의 다(C)음으로 치면 12율은 12반음에 해당된다.
가운데 음넓이는 중성(中聲)이라 하여 12율명의 첫자를 그대로 쓰고, 1옥타브 위는 청성(淸聲)이라 하여 율명에 삼수변을 붙이고, 2옥타브 위는 중청성(重淸聲)이라 하여 율명에 삼수변 둘을 붙인다. 1옥타브 아래는 배성(倍聲)이라 하여 율명에 인변을 붙이고, 2옥타브 아래는 중배성(中倍聲)이라 하여 인변을 둘 겹친 것을 붙인다. 12율로 음높이를 나타낸 악보를 율자보(律字譜)라 한다.

## 율관법 (律管法)
12율의 기본이 되는 황종의 음높이를 정하고 이 황종을 기준하여 12율의 음높이를 셈하게 된다. 관악기는 길이와 관을 붙여 낸 음높이와 반비례하므로 관의 길이를 셈하여 수값(數値)을 얻어서 그 수값대로 관을 잘라 만들어 12율의 음높이를 얻을 수 있다.
이와 같이 일정한 수값으로 잘린 관을 율관(律管)이라 하고 율관의 길이를 정하는 법을 율관법이라 한다. 황종을 기준하여 12율관을 셈하는 법에는 손익상생법(損益相生法)·격팔상생법(隔八相生法) 등 여러 가지가 있는데, 흔히 쓰이는 것이 삼분손익법(三分損益法)이다.

## 황종척 (黃鍾尺)
12율의 기본이 되는 황종관(黃鍾管)을 9치 9푼으로 삼아서 12율관을 모두 셈하게 되는데 황종관을 재는 자(尺)가 시대마다 달라서 그 길이가 일정치 아니하므로 시대마다 자를 만들어 황종관의 길이를 정하고 이것을 도량형의 본으로 삼는데 그 본이 되는 자를 황종척이라 한다. 황종척을 정하는 법은 일정한 개수의 검은 기장의 알맹이를 쌓아 재는 척도법(尺度法)과 땅에 율관을 뭍고 천지자연현상으로 황종관을 재는 후기법(候氣法)이 있으나 앞의 것이 많이 쓰인다.

## 격팔상생법 (隔八相生法)
황종관을 기준하여 12율관을 셈하는데 황종에서 8율을 격(隔)하여, 다시 말해서 8반음을 세어 올라가서 '임종'을 셈하고, 임종에서 8율을 격하여 '태주'를 셈하고, '태주'에서 8율을 격하여 '남려'를 셈하고, 이렇게 하여 차례로 8율을 격하여 셈하면 12율을 모두 셈하게 되는데 이것을 격팔상생법이라 한다.

## 삼분손익법(三分損益法)
황종관이 9치9푼 되며 이를 기준하여 12율관을 셈하되 격팔상생법을 따라서 황종·임종·태주·남려…차례로 셈한다. 황종관을 9치로 하고 9푼은 비어두고(空?) 3분손일(三分損一), 즉 3으로 나누어 그것을 9에서 다시 빼면(9－9÷3) 6치가 되어 임종관을 얻는다. 임종(6치)에서 3분손1하면 위 옥타브 위 '태주'가 되므로 같은 옥타브의 태주관을 얻기 위해서는 3분익일(三分益一), 즉 6임종 6치를 3으로 나누어 6에 다시 더하면(6+6÷3), 8치가 되어 태주관을 얻는다. 이와 같이 3분손1과 3분익1을 거듭하여 12율관을 얻는 법을 삼분손익법이라 한다.

## 십이율관 (十二律管)
황종관의 길이를 9치 9푼으로 하고 이것을 삼분손익법으로 어림셈을 하면 다음과 같은 12율관을 얻는다.
(·는 어림수이다)

## 한국음악의 음높이 (韓國音樂－音高)
한국음악의 정악(正樂)에서는 음높이가 일정하나 민속음악에서는 음높이가 고정되지 않았다. 정악에서는 황종이 다1(C1)인 음악과 내림마1(e1b)인 음악으로 나눈다. 민속음악인 산조에서 징은 사1(g1)로 적기도 하고 다1(C1)로 적기도 하나 실음은 라1(d1)보다 좀 낮은 것이 보통이다. 시나위는 청에 따라 음높이가 다르다.
다 황종 음악 (黃鍾音樂)
한국음악에서 황종이 다1(C1)에 가까운 음악은 다악계 음악·당악계 음악·제례악 등으로 문묘제향악·종묘제향악(보태평·정대업)·본령·해령·여민락만·낙양춘·보허자 등이다.
내림마 황종 음악 (E 黃鍾音樂)
한국음악에서 황종이 내림마1(e1)인 음악은 향악계 음악으로 여민락·영산회상·보허사·밑도드리·정읍·동동·취타·길염불·길타령·별우조타령·자진한입·염불타령·가곡·가사·시조 등이다.

## 오성 (五聲)
중국에서 예로부터 쓰던 계이름(階名)으로 궁 (宮)·상(商)·각(角)·치(徵)·우(羽), 5음계인데 이것을 '5성'이라고 부른다. 궁을 다(c)음으로 치면 5성은 서양음악의 5음계와 다음과 같이 맞먹는다(보표예 3).
궁－도(do), 상－레(re), 각－미(mi), 치－솔(sol), 우－라(la)

## 한국음계 (韓國音階)
서양음악에서는 도·레·미·화·솔·라·시로 된 7음계가 많이 쓰이지만 한국음악에는 궁(宮)－도·상(商)－레·각(角)－미·치(徵)－솔·우(羽)－라로 된 5음계가 많이 쓰이고(보표예 3) 중국음악에는 궁－도·상－레·각－미·변치(變徵)－올림화(Fa)·치－솔·우－라·변궁(變宮)－시로 7음계를 많이 쓴다. 한국음악에서는 5음계 외에도 3음계 또는 악계통에서는 7음계 등이 쓰인다.

## 한국음악의 조·선법 (韓國音樂－調·旋法)
한국음악에서 흔히 쓰이는 조는 평조(平調)와 계면조(界面調)이다. 그 밖에 우조(羽調)라는 말이 있으나 그 음구조는 평조와 같고 다만 음높이만이 다르다. 옛 기록에는 한국음악에 황종조(黃鍾調)·월조(越調)·반섭조(般涉調)·봉황조(鳳凰調)·막막조·팔팔조 등의 조명이 보이지만 지금은 이런 말을 쓰지 않는다. 민속음악인 판소리와 산조에서 우조·계면조·평조·경조(京調) 등 조라는 말이 쓰이고 민요에서 육자배기조·메나리조·수심가조라는 말이 쓰이는데 뒷것은 민요의 지방적인 '토리'라고 할 수 있다.

## 평조 (平調)
오음계 솔(sol)선법이다. 평조에는 임종(내림나－Bb)을 궁(宮－으뜸음)으로 하는 임종평조(林鐘平調)와 이보다 4도 위 황종(내림마－Eb)을 궁으로 하는 황종평조(黃鍾平調)가 흔히 쓰이는데 황종평조는 우조(羽調)라고 부른다(보표예 5). 평조는 서양음악의 장조와 비슷하다.

## 우조 (羽調)
오음계 솔(sol)선법으로 평조와 같으나 평조 중에서 황종을 으뜸음으로 하는 황종평조를 '우조'라 부르는데 이것은 5성(五聲)의 우(羽)와는 관계가 없다(보표예 6). 판소리에서 우조는 가곡이나 시조와 같은 정악적인 가락으로 불리는 판소리 음조를 가리키는 것으로 그 음구성과 미분음의 움직임이 판소리에서 계면조와 다르다.

## 계면조(界面調)
오음계 라(la)선법이다. 정악에는 임종을 으뜸음으로 하는 임종계면조(林鐘界面調)(보표예 7 가)와 황종을 으뜸음으로 하는 황종계면조(黃鍾界面調)가 있는데(보표예 7 나) 앞의 것은 평조계면조(平調界面調), 뒤의 것은 우조계면조(羽調界面調)라고 부르기도 한다. 계면조는 황종·중려·임종의 3음이 주가 되어 3음계적인 기능이 강하다.
판소리에서 계면조는 3음계적인 면에서 정악의 계면조와 같으나 미분음의 흐름과 기타 부속적인 음구조가 다르므로 음악적인 느낌이 좀 다르다. 계면조는 서양음악의 단조와 비슷하다. 한국음악에서 계면조는 향토적인 특색이 강한 조로 정악에서 영산회상·가곡계면조·가사·시조·판소리계면조·남도민요 등 널리 쓰이는데 악곡에 따라 각각 약간의 특징이 다르다.

## 민속음악 토리 (民俗音樂－鄕調)
한국 민속음악은 지방마다 '토리' 즉 지방적인 음악적 특성이 달라서 경조·육자배기조·메나리조·수심가조 등으로 구분하여 부른다. 그 밖에도 제주도 오돌또기와 같은 토리와 경서도 입창에서 보이는 산타령과 같은 것 등 토속음악의 토리는 여러 가지가 있다.

## 경토리 경조 (京調)
경기도 민요 창부타령과 같은 토리로 5음계로 구성되고 솔(sol)로 마친다. 경기무가와 경기도 민요에 많고 도라지타령·이팔청춘가 등 신민요에도 많다(보표예 8).

## 육자배기조
전라도 무가 창민요에 나타나는 토리로 계면조와 같이 미·라·시로 3음이 주요음이고 라로 마치며 시에 흘러내리는 음이 붙는 것이 특징이다. 전라도·충청도 무가, 전라도 민요 육자배기·남도흥타령·강강수월래·농부가·진도아리랑 등에 많이 쓰인다. 시나위가락도 육자배기조와 비슷하다(보표예 9).

## 메나리조
강원도 경상도 무가 및 민요에 나타나는 토리로 미·라·도·레가 주요음이 되고 라 혹은 미로 마친다. 강원도·경상도 무가 및 강원도 민요, 강원도 아리랑·정선아리랑·한오백년, 경상도 민요 쾌지나 칭칭·옹헤야·지신밟기 등에 쓰인다. 경상도·강원도·충청북도 지방의 풀피리(호돌기)가락도 메나리조이다(보표예 10).

## 수심가조 (愁心歌調)
평안도 황해도 민요에 나타난 토리로 레·라·도·레가 주요음이다. 수심가·엮음수심가·감내기·안주애원곡·산염불·자진염불·긴난봉가, 자진난봉가 등에 쓰인다. 봉산탈춤의 무용음악, 반염불·굿거리 등은 수심가조로 바꿔 부르고 있다(보표예 11).

## 경기산타령조
경기도 산타령가락에 나타난 토리로 솔·도·레·미가 주요음이 된다. 경기도 입창의 놀량·앞산타령·뒷산타령·자진산타령, 도라지타령·서도입창의 놀량·앞산타령·뒷산타령·경발림, 남도입창의 산타령·화초사거리의 앞부분, 제주도 민요 산천초목 등에 쓰인다. 매우 씩씩하고 흥겹다(보표예 12).